# Мілуватська сільська рада
| Мілуватська сільська рада — колишній орган місцевого самоврядування у Сватівському районі Луганської області з адміністративним центром у с. Мілуватка. Історична дата утворення: в 1925 році. Водоймища на території, підпорядкованій даній раді: річка Красна. Сільській раді підпорядковані населені пункти: - с. Мілуватка |

## Склад ради
Рада складається з 16 депутатів та голови.

### Керівний склад ради
| ПІБ                        | Основні відомості                                                                       | Дата обрання | Дата звільнення |
| -------------------------- | --------------------------------------------------------------------------------------- | ------------ | --------------- |
| Медвідьов Сергій Івановичв | Сільський голова, 1954 року народження, освіта, член народної партії                    | 26.03.2006   | 31.10.2010      |
| Медвідьов Сергій Іванович  | Сільський голова, 1954 року народження, освіта середня спеціальна, член Партії регіонів | 31.10.2010   |                 |

Примітка: таблиця складена за даними джерела